# 孔策沃区
孔策沃区（俄语：район Ку́нцево）是莫斯科西行政区的一个区，面积16.56平方公里，人口151,447人。该地知名建筑有孔策沃别墅和莫斯科中央临床医院。